# 심형래쇼

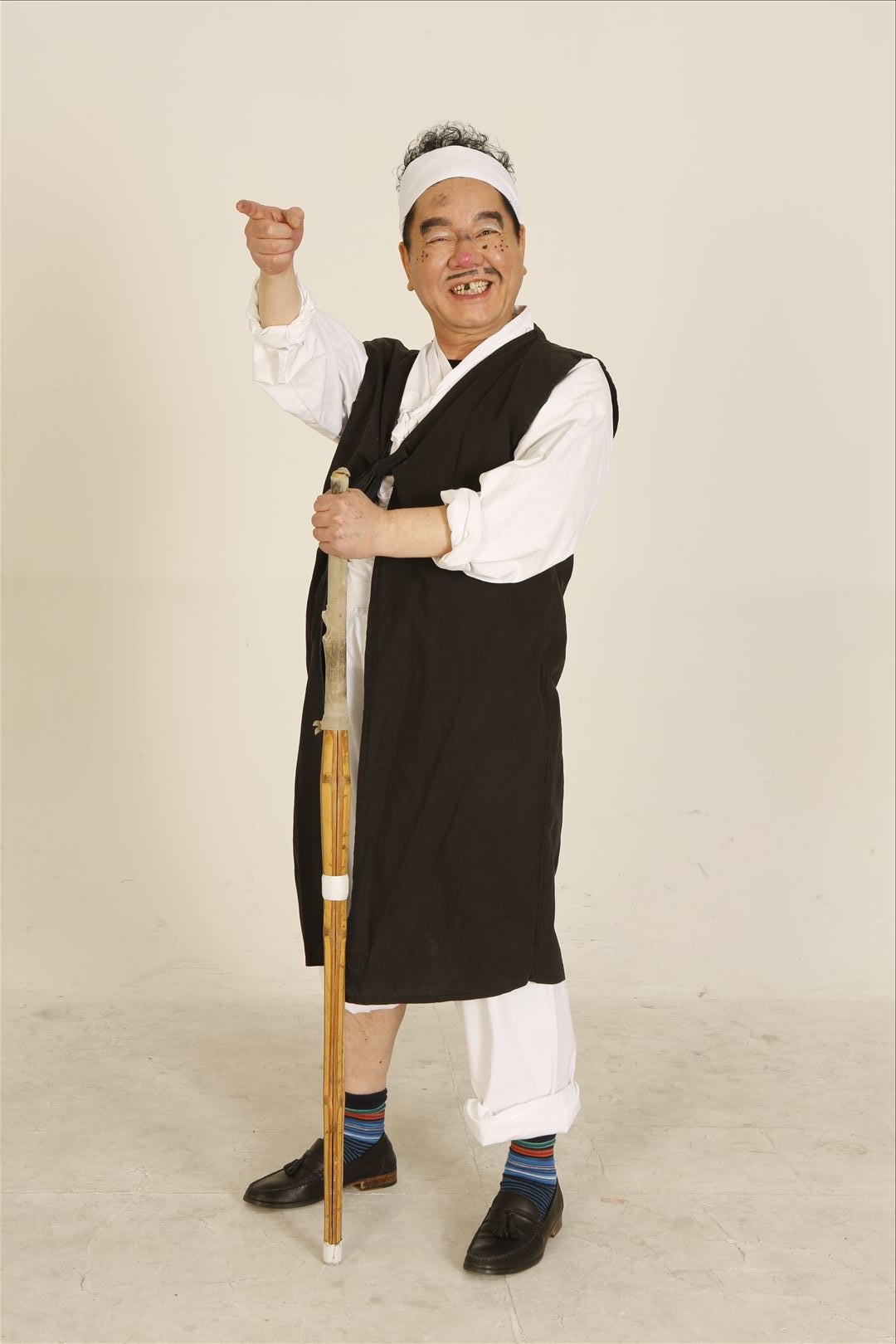

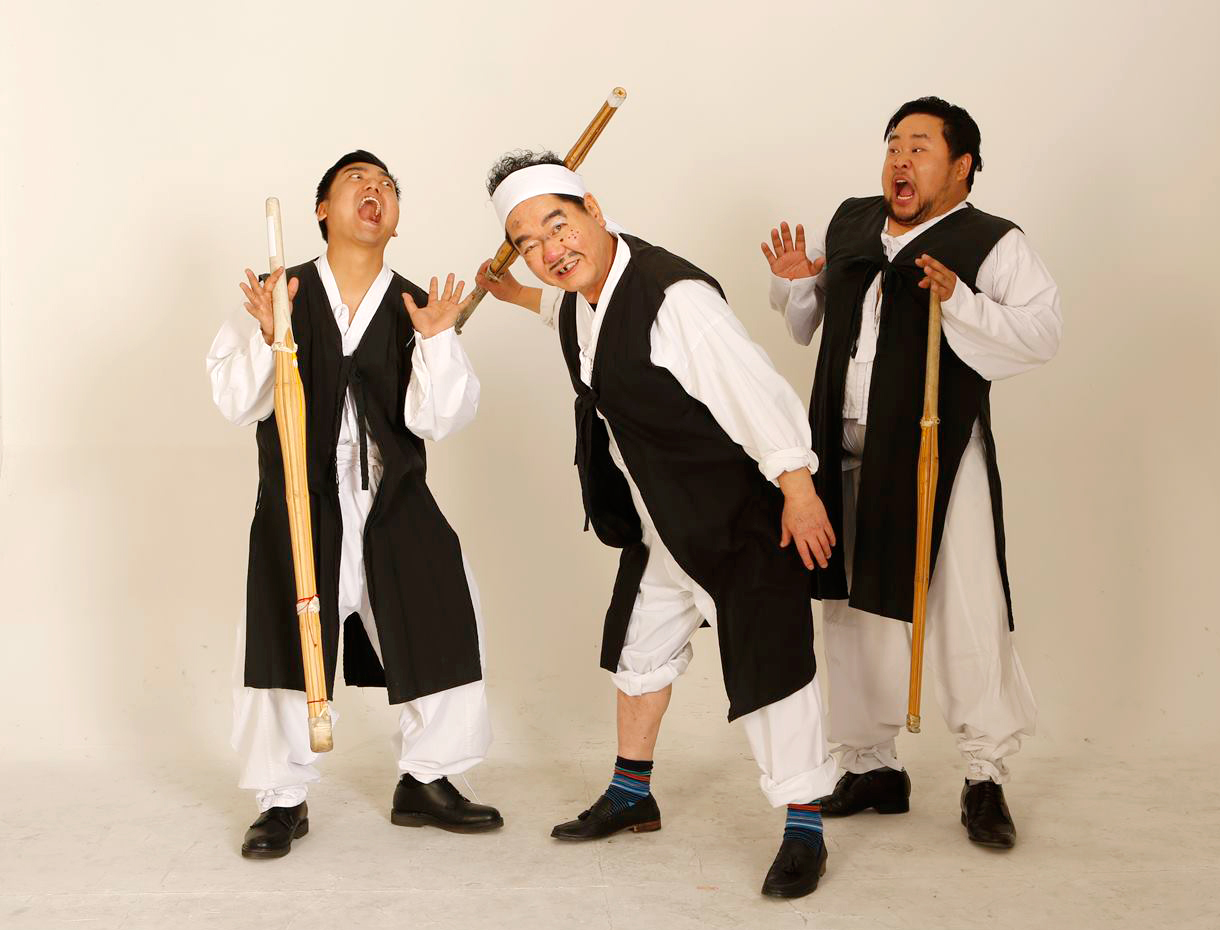

《심형래쇼》는 심형래와 개그맨들이 출연하는 순회공연으로, 개그맨과 성인가수가 출연하는 추억의 코미디와 전통가요의 콜라보레이션 버라이어티 쇼이다. 《심형래 유랑극단》으로 출발하여 좋은 반응을 얻어 《심형래쇼》로 명칭이 변경되었다. 코너 중 《2018 변방의 북소리》는 심포졸 심형래와 함께 《개그콘서트》 출연진 송영길, 곽범, 김장군이 출연하며 KBS 8기 개그맨 한상진(오동광), 김만호(오동피)의 《오동광, 오동피의 만담 개그》, 《심형래 토크쇼》, 전통가요 등으로 구성되어 있다. 

## 역사
- 2018년 3월 2일 《심형래 유랑극단》
- 2018년 5월 19일 《심형래쇼》 명칭 변경